# Tekirdağ (provincie)
Tekirdağská provincie je území v Turecku ležící v Marmarském regionu. Hlavním městem je Tekirdağ. Rozkládá se na ploše 6 218 km2 a na konci roku 2009 zde žilo 783 310 obyvatel.

## Administrativní členění
Provincie Tekirdağ se administrativně člení na 9 distriktů:
- Çerkezköy
- Çorlu
- Hayrabolu
- Malkara
- Marmara Ereğli
- Muratlı
- Saray
- Şarköy
- Tekirdağ